# Керепяялсе
Керепяялсе (ест. Kerepäälse) — село в Естонії, входить до складу волості Вастселійна, повіту Вирумаа.